# Anuri
Anuri avser inom medicinen ett tillstånd då ingen urin produceras. Det kan bero på nedsatt njurfunktion som kan ha flera möjliga orsaker. Anuri är även ett symptom på postrenal njursvikt (avflödeshinder).